# Горская Автономная Социалистическая Советская Республика
Го́рская Автоно́мная Социалисти́ческая Сове́тская Респу́блика (аббрев. ГАССР) — республика в составе РСФСР, просуществовшая в период с 20 января 1921 года по 7 июля 1924 года на территории бывшей Терской и части бывшей Кубанской областей Российской империи.
Площадь — свыше 84 000 км², население — около 1,926 млн человек (1921). Столица — Владикавказ.

## Административное деление
Изначально в состав Горской АССР входили округа:
- Балкарский,
- Владикавказский,
- Назрановский,
- Кабардинский,
- Карачаевский,
- Чеченский.

Позднее в 1921 году Горский ЦИК постановил о создании двух административно-территориальных единиц: 
- Дигорский округа — для осетин-дигорцев,
- Сунженский казачий округ — для казаков Сунженской линии[3], выделенный из Чеченского округа[4] .

В августе—сентябре 1922 года Осетинский и Дигорский округа были объединены в единый Осетинский.
К 1924 году в составе республики остались следующие административно-территориальные образования:
- Владикавказский (Осетинский) округ,
- Назрановский (Ингушский) округ,
- Сунженский казачий округ,
- город Владикавказ[5].

## Предыстория

Мемориальная доска на здании Академического русского театра имени Е. Вахтангова, Владикавказ

В ходе гражданской войны и распада Российской империи на территории Северного Кавказа и будущей Горской АССР представителями национальной интеллигенции в 1918 году была провозглашена Горская республика, на съезде народов Терека — Терская советская республика, но в процессе боевых действий данные государственно политические образования были ликвидированы.
В марте 1920 года в регионе была восстановлена советская власть, формирование государственного аппарата которой осуществлялась на основе докладов Орджоникидзе. Терскую советскую республику и соответствующий Совет народных комиссаров он воспринимал «не правительство борьбы за освобождение угнетённых горских масс, не как советскую власть, а как власть нейтралитета», поэтому ещё в ходе гражданской войны отказался о неё, а стал использовать лозунг Горской республики. Часть партийных работников высказывалась за создание независимой Горской советской республики в противовес бывшей Демократической республике горцев Северного Кавказа, однако большинство не поддерживало такую инициативу и высказывалось в пользу неразрывной связи с РСФСР.
4 февраля 1919 года на Съезде ингушского народа была провозглашена независимая Горская республика, о чём 7 февраля в телеграмме он сообщил Ленину. Однако активные действия по национально-государственному строительству в регионе советской властью были предприняты лишь осенью 1920 года. Созванное 6 сентября заседание Политбюро ЦК РКП(б) в составе Ленина, Троцкого, Калинина, Сталина, Крестинского и Рыкова поручило Сталину «разработать детальные меры по реальному надзору за действительным проведением нашей политики, защищающей интересы горцев».
14 сентября состоялось повторное заседание Политбюро ЦК РКП(б), на котором с докладом выступил Сталин. На заседании было принято решение о необходимости принятия мер для «полной административной автономии горцев» и о назначении Сталина Чрезвычайным уполномоченным представителем РСФСР. Данное решение было воспринято, как возможность предоставления административной автономии каждой народности. Так, 29 сентября член Краснодарского обкома РКП(6) Фигантер сообщал Орджоникидзе: «Во Владикавказе тенденция Осетию выделить в автономную область, Чечня — тоже. Владикавказ во избежание драки между осетинами и ингушами — вольный город».
В сентябре по указанию Орджоникидзе было проведено совещание всех национальных исполкомов, облисполкомов и парткомов Терской области для обсуждения совместной автономии горских народом, и после длительного обсуждения идея автономии была отвергнута 18 голосами при 4 воздержавшихся, о чём было сообщено в ЦК РКП(б). Но уже спустя месяц председатель Терского областного исполнительного комитета В. М. Квиркелия сообщал Ленину, что идея «независимой Горской республики» стала получать поддержку у тех, кто ранее был против.
29 октября 1920 года Сталин собрал совещание с лидерами советского строительства в регионе, где присутствовало 50 человек, и изложил основные принципы образования Горской республики. На следующий день в своей телеграмме Ленину он сообщал, что «казачество необходимо выделить из состава Терской области в отдельную губернию», а «самих горцев придется объединить в одну административную единицу в виде автономной Терской республики на началах башкирской автономии». 17 ноября 1920 года на втором съезде народов Терека в присутствии 500 делегатов Сталин провозгласил создание Горской республики, после чего были проведены съезды вошедших в неё народов для разъяснения смысла образования республики. На съезде была избрана комиссия для разработки Конституции Горской АССР в составе: от казаков — М. Томашевский, от чеченцев — Т. Эльдарханов, от кабардинцев — Н. Катханов, от осетин — С. Мамсуров, от балкарцев — М. Энеев, от карачаевцев — У. Алиев, от горских евреев — Вениаминов.

## История

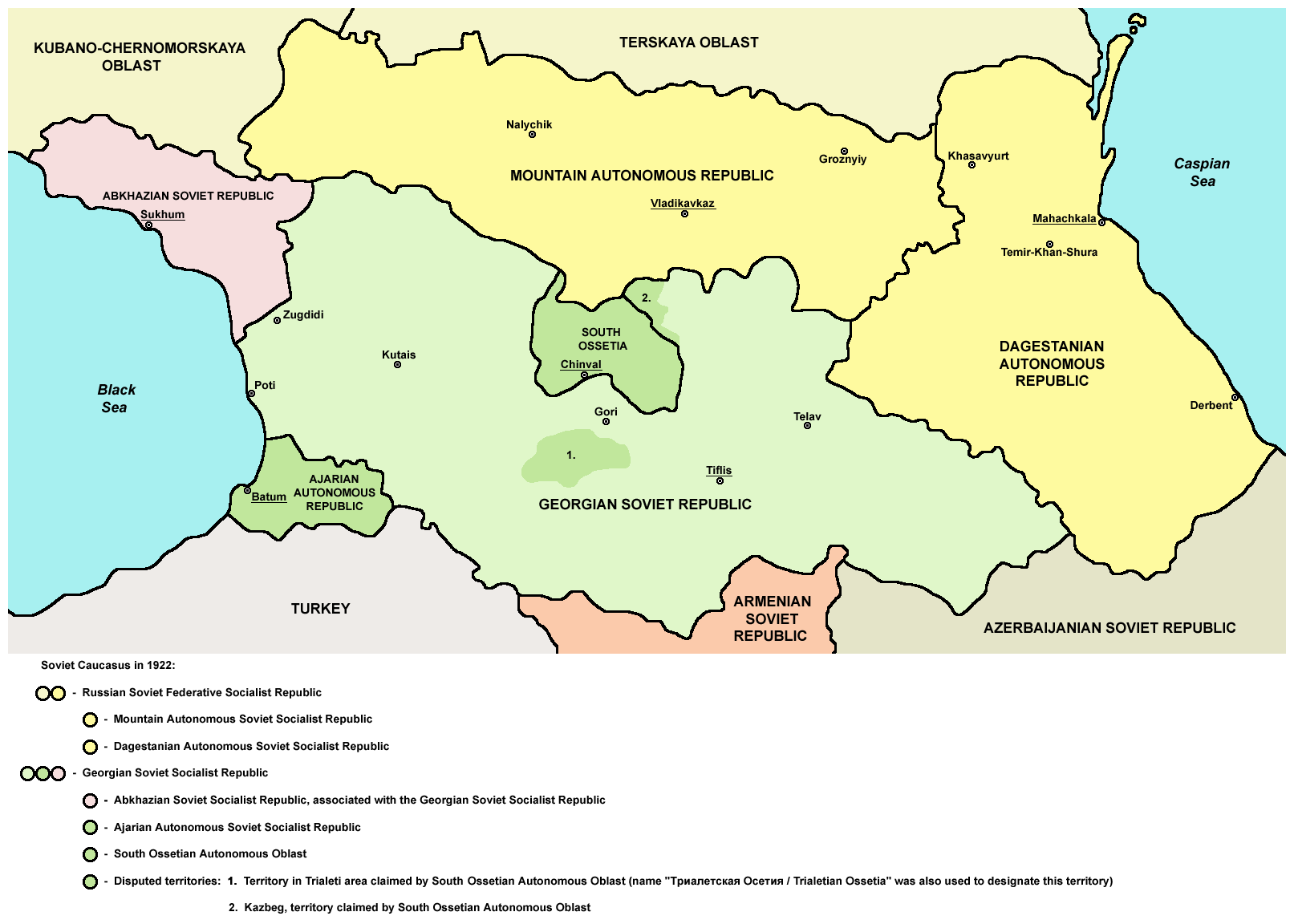
Советский Кавказ в 1922 г.

До Горской АССР в начале Гражданской войны на тех же территориях провозглашались автономная Терская советская республика (март 1918), Северо-Кавказская советская республика (июль 1918) и небольшевистские независимые Горская республика (ноябрь 1917), переименованную в Республика Союза Горцев Северного Кавказа (май 1918), Северо-Кавказский эмират (сентябрь 1919).
20 января 1921 года ВЦИК принял декрет об образовании Горской Автономной Советской Социалистической Республики, как составной части РСФСР. Согласно декрету в состав республики включались территория, на которой проживали балкарцы, ингуши, кабардинцы, карачаевцы, осетины, чеченцы, а также казаки и иногородние. Органами власти и управления по декрету утверждались: съезд Советов, ЦИК и народные комиссариаты: внутренних дел, юстиции, просвещения, здравоохранения, социального обеспечения, земледелия, продовольствия, финансов, рабоче-крестьянской инспекции, труда, Совета народного хозяйства с отделами путей сообщения, почты и телеграфа. Территория республика была разделена на шесть округов: Чеченский, Ингушский, Осетинский, Кабардинский, Балкарский и Карачаевский, город Владикавказ стал административным центром республики и вместе с городом Грозным был выделен в отдельные административные единицы и подчинён напрямую ЦИК Горской АССР.
Проведение первого учредительного съезда поручалось Терскому областному исполнительному комитету, для чего была образована комиссия из представителей окружных исполнительных комитетов. 16—22 апреля в состоялся Учредительный съезд Советов Горской АССР, на котором присутствовало 330 делегатов. Зачитанный К. Бутаевым декрет об образовании Горской АССР был назван конституцией республики, поскольку определял государственное устройство республики, административно-территориальное устройство и систему органов власти и управления. Съезд завершился 22 апреля 1921 года избранием ЦИК Горской АССР в количестве 65 членов и 21 кандидата. Количество членов ЦИК было предложено на рассмотрение Учредительному съезду пленумом Горского комитета 20 апреля и изначально составляло 66 человек. В итоге места были распределены следующим образом: от чеченцев — 18, от кабардинцев — 10, от осетин — 7, от дигорских осетин — 2, от балкарцев, 3, от ингушей — 3, от карачаевцев — 4, от делегации Грозного — 7, от делегации Владикавказа — 6, от казаков — 3, от армии — 3.
Через месяц после Учредительного съезда, в мае 1921 года, Горская АССР подверглась процессу национально-территориального размежевания — Кабарда подняла вопрос о выходе из состава республики и вхождении в состав РСФСР. В январе 1922 года ВЦИК также удовлетворил желание Карачая и Балкарии выйти из состава Горской АССР. 30 ноября 1922 года ВЦИК РСФСР выделил из состава Горской АССР чеченскую территорию.
Изменения в национально-территориальном составе республики привели к внутриреспубликанской борьбе между руководителями партийных и советских органов. Для решения данной ситуации в январе 1924 года Оргбюро ЦК РКП(б) создало комиссию в составе: Г. К. Орджоникидзе — председатель, А. И. Микоян — секретарь Юго-Восточного бюро ЦК РКП(б), Б. А. Ройземан — член Центральной контрольной комиссии ЦК РКП(б), С. Г. Мамсуров — председатель СНК Горской АССР.
В ходе национально-государственного размежевания из Горской АССР были выделены автономные округа (преобразованные затем в автономные области): Кабардинский (1 сентября 1921), Карачаевский (12 января 1922), Чеченский (30 ноября 1922), Балкарский (16 января 1922).
Главным инициатором создания национальных горских автономий являлся нарком А. И. Микоян[уточнить],который первым занимал в 1924—1926 годах должность Первого секретаря Северокавказского крайкома ВКП(б).	
Декретом ВЦИК от 7 июля 1924 года Горская АССР была упразднена, и на её территории были созданы Северо-Осетинская,Ингушская автономные области,Сунженский казачий округ (с правами губернского исполкома), город Владикавказ как самостоятельная единица, непосредственно подчинённая ВЦИК РСФСР.

## Руководители
Председатели Центрального исполнительного комитета Горской АССР:
- Таштемир Эльжуркаевич Эльдарханов (24 апреля 1921 — ноябрь 1922);
- Идрис Бейсултанович Зязиков (ноябрь 1922 — январь 1924);
- Марк Гаврилович Авсарагов (январь 1924 — 7 июля 1924)[18].

Председатели Совета народных комиссаров Горской АССР:
- Симон Алиевич Такоев (25 апреля 1921 — февраль 1922);
- Саханджери Гидзоевич Мамсуров (февраль 1922 — 7 июля 1924)[18].